# IC 2716
IC 2716 је спирална галаксија у сазвјежђу Лав која се налази на листи објеката дубоког неба у Индекс каталогу.
Деклинација објекта је + 11° 41' 55" а ректасцензија 11h 19m 16,3s. Привидна величина (магнитуда) објекта IC 2716 износи 15,7 а фотографска магнитуда 16,5.